# الن اردمن
الن اردمن (روسی: Аллан Ричардович Эрдман؛ زادهٔ ۱۱ ژوئیهٔ ۱۹۳۳) ورزشکار اهل اتحاد جماهیر شوروی سوسیالیستی است.
وی در مسابقات کشوری و بین‌المللی در مجموع برندهٔ ۱ مدال نقره شده‌است.